# Thomson (Illinois)
Thomson – wieś w Stanach Zjednoczonych, w stanie Illinois, w hrabstwie Carroll.